# Klasyfikacja medalowa Zimowych Igrzysk Olimpijskich 1932

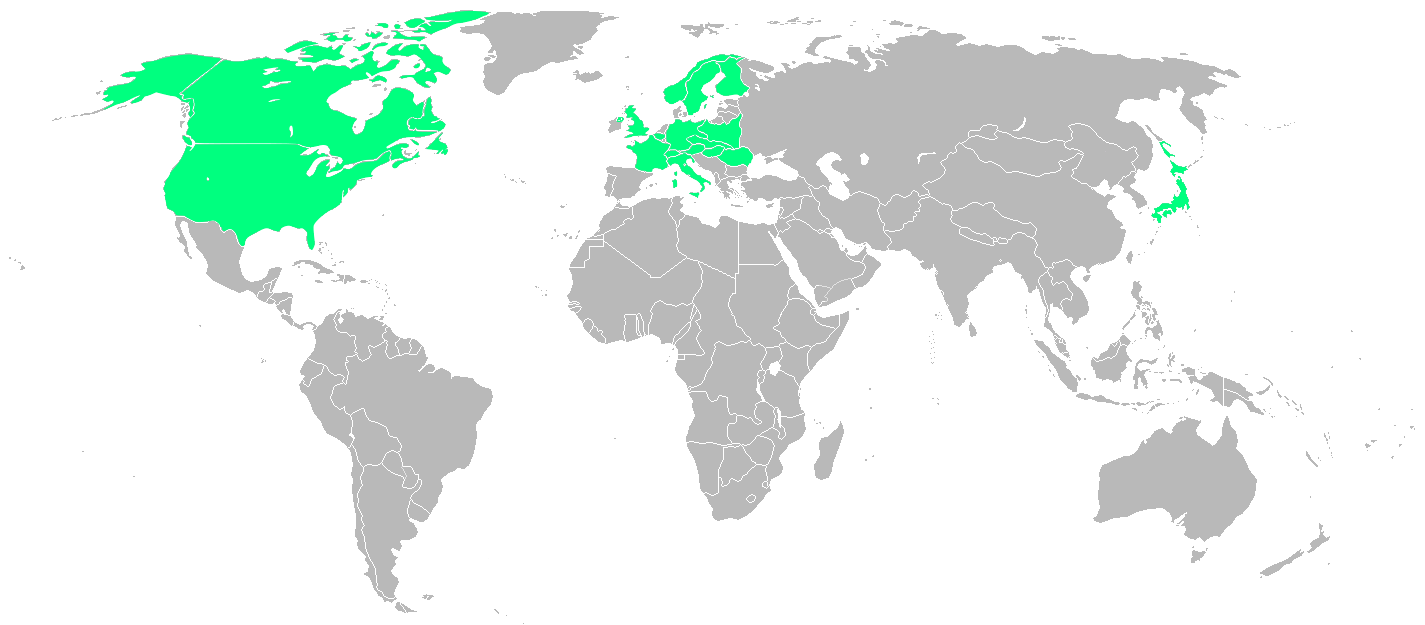
Państwa uczestniczące w Zimowych Igrzyskach Olimpijskich 1932

Klasyfikacja medalowa Zimowych Igrzysk Olimpijskich 1932 – zestawienie państw, reprezentowanych przez narodowe komitety olimpijskie, uszeregowanych pod względem liczby zdobytych medali na III Zimowych Igrzyskach Olimpijskich w 1932 roku w Lake Placid.
Podczas igrzysk w Lake Placid, wzięło udział 252 zawodników (231 mężczyzn i 21 kobiet) z 17 państw, którzy uczestniczyli w 14 konkurencjach w pięciu dyscyplinach sportowych. Rozegrano również zawody pokazowe, które nie są wliczane do ogólnej klasyfikacji medalowej igrzysk – curling, łyżwiarstwo szybkie kobiet i zaprzęgi z psami.
Medalistami olimpijskimi zostali przedstawiciele dziesięciu państw, spośród których siedem państw zdobyło przynajmniej jeden złoty medal. Dla siedmiu reprezentacji oznaczało to zatem brak medalu na tych igrzyskach. Najwięcej medali – dwanaście (sześć złotych, cztery srebrne i dwa brązowe) – zdobyli reprezentanci Stanów Zjednoczonych, jednocześnie osiągnęli największą liczbę medali złotych – sześć. Był to najlepszy dotychczas występ tej reprezentacji w zimowych edycjach igrzysk.
W olimpiadzie łącznie 3 zawodników przynajmniej dwukrotnie stawało na podium olimpijskim w Lake Placid, spośród których wszystkim udało się zdobyć co najmniej jedno złoto. Najbardziej utytułowanymi zawodnikami igrzysk zostali amerykańscy łyżwiarze szybcy Jack Shea i Irving Jaffee zdobywając po dwa złote medale.
Pierwszy w historii medal zimowych igrzysk olimpijskich dla reprezentacji Węgier zdobyli łyżwiarze figurowi – Emília Rotter i László Szollás, którzy zajęli trzecie miejsce w parach sportowych.
Spośród krajów, które zdobyły medale na poprzednich zimowych igrzyskach w Lake Placid, żadnego medalu nie wywalczyli reprezentanci Belgii, Czechosłowacji i Wielkiej Brytanii.

## Klasyfikacja państw
Poniższa tabela przedstawia klasyfikację medalową państw, które zdobyły medale na Zimowych Igrzyskach Olimpijskich 1932 w Lake Placid, sporządzoną na podstawie oficjalnych raportów Międzynarodowego Komitetu Olimpijskiego. Klasyfikacja posortowana jest najpierw według liczby osiągniętych medali złotych, następnie srebrnych, a na końcu brązowych. W przypadku, gdy dwa kraje zdobyły tę samą liczbę medali wszystkich kolorów, o kolejności zdecydował porządek alfabetyczny.
| Miejsce | Państwo    | Złoto | Srebro | Brąz | Razem |
| ------- | ---------- | ----- | ------ | ---- | ----- |
| 1.      | USA        | 6     | 4      | 2    | 12    |
| 2.      | Norwegia   | 3     | 4      | 3    | 10    |
| 3.      | Szwecja    | 1     | 2      | –    | 3     |
| 4.      | Kanada     | 1     | 1      | 5    | 7     |
| 5.      | Finlandia  | 1     | 1      | 1    | 3     |
| 6.      | Austria    | 1     | 1      | –    | 2     |
| 7.      | Francja    | 1     | –      | –    | 1     |
| 8.      | Szwajcaria | –     | 1      | –    | 1     |
| 9.      | Niemcy     | –     | –      | 2    | 2     |
| 10.     | Węgry      | –     | –      | 1    | 1     |
| Razem   | Razem      | 14    | 14     | 14   | 42    |

## Klasyfikacje według dyscyplin

### Biegi narciarskie
Podczas igrzysk w Lake Placid, podobnie jak cztery i osiem lat wcześniej, przyznano medale olimpijskie w dwóch konkurencjach biegowych mężczyzn – na dystansach 18 i 50 km. Medalistami zostali biegacze z trzech państw nordyckich – Finlandii, Szwecji i Norwegii. Norwegowie po raz pierwszy nie zdobyli żadnego złotego i srebrnego medalu olimpijskiego w biegach narciarskich.
Jedynym biegaczem, który dwukrotnie stanął na podium olimpijskim w 1932 roku, był Veli Saarinen. Zdobył złoty medal w biegu na 50 km i brązowy na 18 km.
| Miejsce | Państwo   | Złoto | Srebro | Brąz | Razem |
| ------- | --------- | ----- | ------ | ---- | ----- |
| 1.      | Finlandia | 1     | 1      | 1    | 3     |
| 2.      | Szwecja   | 1     | 1      | –    | 2     |
| 3.      | Norwegia  | –     | –      | 1    | 1     |
| Razem   | Razem     | 2     | 2      | 2    | 6     |

### Bobsleje
Podczas igrzysk w Lake Placid rozegrano dwie konkurencje bobslejowe mężczyzn. Do dotychczas przeprowadzanych zawodów olimpijskich w czwórkach/piątkach, które w Lake Placid ostatecznie zastąpiono rywalizacją czwórek, dołączono zawody dwójek. Zawody w czwórkach, pierwotnie zaplanowane na 11–12 lutego, zostały przełożone z powodu burzy śnieżnej. Ostatecznie rozegrane zostały w dniach 14–15 lutego, czyli już po ceremonii zamknięcia igrzysk.
Zawody zdominowali reprezentanci gospodarzy igrzysk – Amerykanie. Dorobek medalowy amerykańskich bobsleistów wyniósł cztery z sześciu przyznanych medali. Pozostałe dwa medale zdobyły Szwajcaria (srebro w dwójkach) i Niemcy (brąz w czwórkach). Zdobywając złoty medal w czwórkach, Amerykanie obronili tytuł mistrzów olimpijskich z Sankt Moritz. W składzie było dwóch zawodników, którzy zdobyli złoto cztery lata wcześniej – William Fiske i Clifford Gray, a także Edward Eagan – mistrz olimpijski w boksie (waga półciężka) z igrzysk w Antwerpii w 1920 roku. Został tym samym pierwszym sportowcem w historii, który zdobył złoty medal olimpijski zarówno na letnich, jak i zimowych igrzyskach olimpijskich.
| Miejsce | Państwo    | Złoto | Srebro | Brąz | Razem |
| ------- | ---------- | ----- | ------ | ---- | ----- |
| 1.      | USA        | 2     | 1      | 1    | 4     |
| 2.      | Szwajcaria | –     | 1      | –    | 1     |
| 3.      | Niemcy     | –     | –      | 1    | 1     |
| Razem   | Razem      | 2     | 2      | 2    | 6     |

### Hokej na lodzie
Po raz czwarty w historii w programie olimpijskim znalazł się turniej hokeja na lodzie mężczyzn. W zmaganiach olimpijskich, z uwagi na braki finansowe wywołane wielkim kryzysem gospodarczym, uczestniczyły tylko cztery zespoły – Kanada, Stany Zjednoczone, Niemcy i Polska.
Tak samo jak w poprzednich trzech turniejach olimpijskich, złote medale zdobyli Kanadyjczycy. Po raz trzeci w historii wicemistrzami olimpijskimi zostali Amerykanie, a po raz pierwszy medal olimpijski w hokeju (brązowy) wywalczyli reprezentanci Niemiec.
| Miejsce | Państwo | Złoto | Srebro | Brąz | Razem |
| ------- | ------- | ----- | ------ | ---- | ----- |
| 1.      | Kanada  | 1     | –      | –    | 1     |
| 2.      | USA     | –     | 1      | –    | 1     |
| 3.      | Niemcy  | –     | –      | 1    | 1     |
| Razem   | Razem   | 1     | 1      | 1    | 3     |

### Kombinacja norweska
Tak samo jak na poprzednich dwóch igrzyskach, w Lake Placid rozegrano jedną konkurencję w kombinacji norweskiej – zawody indywidualne, w skład których wchodził bieg narciarski na 18 km techniką klasyczną i dwie serie skoków.
Tak jak w Chamonix i Sankt Moritz wszystkie medale olimpijskie zdobyli dwuboiści z Norwegii. Tytuł mistrza olimpijskiego z Sankt Moritz obronił Johan Grøttumsbråten, srebrny medal zdobył Ole Stenen, a brązowy Hans Vinjarengen – wicemistrz olimpijski z poprzednich igrzysk. Zgodnie z obowiązującą wówczas zasadą „podwójnego mistrzostwa”, wedle której mistrz olimpijski stawał się automatycznie mistrzem świata w narciarstwie klasycznym, Grøttumsbråten obronił również tym samym tytuł mistrza świata, zdobyty w 1931 roku na mistrzostwach w Oberhofie.
| Miejsce | Państwo  | Złoto | Srebro | Brąz | Razem |
| ------- | -------- | ----- | ------ | ---- | ----- |
| 1.      | Norwegia | 1     | 1      | 1    | 3     |
| Razem   | Razem    | 1     | 1      | 1    | 3     |

### Łyżwiarstwo figurowe
Konkurencje w łyżwiarstwie figurowym nie zmieniły się w porównaniu do poprzednich igrzysk – medale przyznano w rywalizacji solistów, solistek i par sportowych. Medalistami zostali reprezentanci siedmiu państw, spośród których tylko Austria i Stany Zjednoczone wywalczyły po dwa medale.
W jeździe indywidualnej mężczyzn złoty medal zdobył Austriak Karl Schäfer. Po raz pierwszy mistrzem olimpijskim w tej konkurencji został zawodnik spoza Szwecji. Trzykrotny złoty medalista z lat 1920–1928, Gillis Grafström zdobył tym razem srebrny medal, mimo to był najbardziej utytułowanym łyżwiarzem figurowym na zimowych igrzyskach olimpijskich. W konkurencji solistek tytuł mistrzyni olimpijskiej obroniła Sonja Henie, tak samo jak cztery lata wcześniej srebrny medal zdobyła Fritzi Burger. Henje została pierwszą zawodniczką, która obroniła złoto olimpijskie w rywalizacji solistek. W zawodach par sportowych tytuł mistrzów olimpijskich obronili Andrée i Pierre Brunet, również dokonali tego po raz pierwszy w swojej konkurencji. Srebrny medal w parach sportowych zdobyła Beatrix Loughran – wicemistrzyni olimpijska z Chamonix w jeździe indywidualnej. Z kolei brązowy medal zdobyli Emília Rotter i László Szollás. Był to pierwszy medal zimowych igrzysk olimpijskich zdobyty dla reprezentacji Węgier.
| Miejsce | Państwo  | Złoto | Srebro | Brąz | Razem |
| ------- | -------- | ----- | ------ | ---- | ----- |
| 1.      | Austria  | 1     | 1      | –    | 2     |
| 2.      | Francja  | 1     | –      | –    | 1     |
| 2.      | Norwegia | 1     | –      | –    | 1     |
| 4.      | USA      | –     | 1      | 1    | 2     |
| 5.      | Szwecja  | –     | 1      | –    | 1     |
| 6.      | Kanada   | –     | –      | 1    | 1     |
| 6.      | Węgry    | –     | –      | 1    | 1     |
| Razem   | Razem    | 3     | 3      | 3    | 9     |

### Łyżwiarstwo szybkie
Dystanse konkurencji olimpijskich w łyżwiarstwie szybkim nie zmieniły się w porównaniu do poprzednich igrzysk – medale olimpijskie przyznano w czterech konkurencjach mężczyzn – na dystansach 500, 1500, 5000 i 10 000 m. Po raz pierwszy w programie olimpijskim znalazły się również biegi kobiet – na dystansach 500, 1000 i 1500 m. Nie były to jednak zawody oficjalne, miały jedynie charakter pokazowy.
Wszystkie złote medale zdobyli reprezentanci Stanów Zjednoczonych – po dwa tytuły wywalczyli Jack Shea i Irving Jaffee. Dwukrotnie na podium olimpijskim stanęli również Kanadyjczycy Alexander Hurd (srebrny i brązowy medal) oraz William Logan (dwa brązowe medale). Medalistami zostali reprezentanci trzech krajów – poza Stanami Zjednoczonymi i Kanadą dwa medale zdobyli jeszcze Norwegowie.
Zawody w łyżwiarstwie szybkim przeprowadzono po raz pierwszy, a zarazem jedyny w tamtych czasach na igrzyskach olimpijskich, w nowej formule – biegu ze startu wspólnego, zbliżonej do zasad obowiązujących w short tracku. W przeciwieństwie do wcześniej rozgrywanych zawodów, w których panczeniści rywalizowali w parach, biegi przeprowadzano w grupach. System ten faworyzował gospodarzy igrzysk i Kanadyjczyków, a stawiał na straconej pozycji zawodników europejskich, dla których taka formuła zawodów była nieznana. W związku z decyzją o wprowadzeniu takich zasad rozgrywania zawodów, ze startu w rywalizacji olimpijskiej wycofał się Clas Thunberg, pięciokrotny mistrz olimpijski z Chamonix i Sankt Moritz, wówczas najbardziej utytułowany zawodnik zimowych igrzysk olimpijskich.
| Miejsce | Państwo  | Złoto | Srebro | Brąz | Razem |
| ------- | -------- | ----- | ------ | ---- | ----- |
| 1.      | USA      | 4     | 1      | –    | 5     |
| 2.      | Norwegia | –     | 2      | –    | 2     |
| 3.      | Kanada   | –     | 1      | 4    | 5     |
| Razem   | Razem    | 4     | 4      | 4    | 12    |

### Skoki narciarskie
W programie igrzysk w Lake Placid znalazła się jedna konkurencja w skokach narciarskich – zawody indywidualne mężczyzn na dużej skoczni. Zmianie w porównaniu do poprzednich igrzysk uległa zasada punktacji – rezultat końcowy określany był jako suma trzech not sędziowskich i punktów za uzyskaną (ustaną) odległość.
Wszystkie trzy medale olimpijskie zdobyli reprezentanci Norwegii. Mistrzem olimpijskim został Birger Ruud, tym samym, zgodnie z obowiązującą wtedy regułą „podwójnego mistrzostwa”, obronił tytuł mistrza świata, zdobyty w 1931 roku na mistrzostwach w Oberhofie.
| Miejsce | Państwo  | Złoto | Srebro | Brąz | Razem |
| ------- | -------- | ----- | ------ | ---- | ----- |
| 1.      | Norwegia | 1     | 1      | 1    | 3     |
| Razem   | Razem    | 1     | 1      | 1    | 3     |

## Multimedaliści
Na igrzyskach olimpijskich w Lake Placid więcej niż jeden medal zdobyło pięciu zawodników, a trzech spośród nich wywalczyło przynajmniej jedno złoto. Dwóch multimedalistów to amerykańscy łyżwiarze szybcy, jeden – fiński biegacz narciarski.
Poniższa tabela przedstawia indywidualne zestawienie multimedalistów Zimowych Igrzysk Olimpijskich 1932, czyli zawodników, którzy zdobyli więcej niż jeden medal olimpijski na tych igrzyskach, w tym przynajmniej jeden złoty.
| Miejsce | Zawodnik      | Państwo   | Dyscyplina          | Złoto | Srebro | Brąz | Razem |
| ------- | ------------- | --------- | ------------------- | ----- | ------ | ---- | ----- |
| 1.      | Irving Jaffee | USA       | łyżwiarstwo szybkie | 2     | –      | –    | 2     |
| 1.      | Jack Shea     | USA       | łyżwiarstwo szybkie | 2     | –      | –    | 2     |
| 3.      | Veli Saarinen | Finlandia | biegi narciarskie   | 1     | –      | 1    | 2     |